# Audie Murphy
Pour les articles homonymes, voir Murphy.
Audie Leon Murphy, né le 20 juin 1925 et mort le 28 mai 1971, est l'un des soldats américains les plus décorés de la Seconde Guerre mondiale, devenu par la suite acteur de cinéma.
Il reçut quasiment toutes les décorations militaires existantes dans l'Armée de terre des États-Unis en plus de distinctions françaises et belges. Il obtint notamment la Medal of Honor pour avoir, à 19 ans, bloqué seul et pendant une heure l'assaut de toute une compagnie allemande à Holtzwihr, dans la poche de Colmar en janvier 1945, puis mené une contre-attaque tout en étant blessé.
Murphy était le septième de douze enfants d'une famille modeste de métayers du Texas. Son père quitta le domicile familial alors qu'Audie était un enfant et sa mère mourut quand il avait 16 ans. Il quitta tôt l'école et exerça divers métiers manuels pour subvenir aux besoins de sa famille. Après l'entrée en guerre des États-Unis en 1941, sa sœur aînée l'aida à falsifier sa date de naissance pour qu'il puisse intégrer l'armée alors qu'il n'avait que 17 ans. Envoyé en Europe, il participa aux campagnes d'Italie et de France.
Après la guerre, il entama une carrière cinématographique et tourna dans plus de quarante films et séries télévisées, principalement des westerns. En 1955, il joua son propre rôle dans L'Enfer des hommes, adaptation de ses mémoires sur la Seconde Guerre mondiale publiées en 1949.
Souffrant de ce qui est aujourd'hui appelé un trouble de stress post-traumatique, il dormait avec un pistolet sous son oreiller et prenait fréquemment des somnifères ; il utilisa sa notoriété pour faire connaître cette maladie et convaincre le département des Anciens combattants d'améliorer l'aide aux soldats. Il connut des problèmes financiers à la fin de sa vie et mourut dans un accident d'avion en Virginie en 1971 peu avant son 46e anniversaire. Il fut inhumé avec tous les honneurs au cimetière national d'Arlington à Washington.

## Jeunesse
Audie Leon Murphy est né à Kingston au Texas. Il est le septième enfant d'une fratrie de douze, dont les parents étaient Emmett Berry Murphy et Josie Bell Killian. Les Murphy étaient des métayers d'ascendance irlandaise.
Durant son enfance, Murphy était un garçon solitaire avec un caractère difficile. Il grandit au Texas autour des villes de Farmersville, de Greenville et de Celeste où il fut scolarisé. Distant, son père participa peu à son éducation et il finit par quitter le foyer familial. Murphy abandonna l'école à la fin de l'enseignement primaire et pour soutenir sa famille, il commença à travailler comme ramasseur de coton ; habile au fusil, il rapportait également du petit gibier.
Après la mort de sa mère d'une endocardite et d'une pneumonie en 1941, il travailla dans un atelier de réparation de radio, dans un magasin général, un garage automobile et une station service à Greenville,. Les autorités du comté de Hunt placèrent ses trois plus jeunes frères et sœurs dans un orphelinat chrétien à Quinlan. Après la guerre, il acheta une maison à Farmersville pour sa sœur aînée Corrine et son époux Poland Burns. La perte de sa mère affecta profondément le jeune homme et il écrivit par la suite : « Quand elle est décédée, elle a emporté une partie de moi avec elle. Il semble que je n'aie pas cessé de la chercher depuis. »

## Carrière militaire

### Incorporation
Audie Murphy avait toujours voulu être un soldat et il rêvait de combattre ; la mort de sa mère en mai 1941 ajouta à son désir de parvenir à cet objectif.
Lorsqu'il apprit l'attaque japonaise contre la base navale de Pearl Harbor le 7 décembre, il tenta d'intégrer le corps des Marines, la Marine des États-Unis ou l'Armée de terre mais fut recalé car il était trop jeune et trop maigre,. Il changea son alimentation pour prendre du poids et présenta une déclaration sous serment signée par sa sœur Corrine falsifiant sa date de naissance et indiquant qu'il était plus âgé d'un an qu'en réalité.
Il intégra l'United States Army le 30 juin 1942 à Dallas. Le compte-rendu de son examen médical d'intégration indique qu'il mesurait 166 cm pour 51 kg.
Affecté dans l'infanterie, il fut envoyé à Fort Wolters près de Mineral Wells au Texas. Il est alors affecté à la 4e section de la compagnie D du 59th Training Battalion. Lors d'un exercice durant l'étouffant été texan, il s'évanouit et le commandant de sa compagnie estima qu'il était trop faible pour être un fantassin ; il tenta de le faire transférer dans une unité de logistique mais Murphy insista pour combattre en première ligne,. Durant sa formation de base de treize semaines, il se distingua par son habileté au tir et reçut plusieurs décorations. 
À la fin de sa formation initiale en octobre, il profita d'une permission pour rendre visite à sa famille, avant de rejoindre Fort George G. Meade dans le Maryland, affecté à la compagnie K du 385e régiment d'infanterie de la 76e division d'infanterie.
En janvier 1943, Murphy se rendit à Camp Kilmers dans le New Jersey pour y embarquer à bord d'un navire à destination du Maroc. Il débarqua à Casablanca le 20 février et fut affecté à la compagnie B du 1er bataillon du 15e régiment d'infanterie de la 3e division d'infanterie. C'est dans cette unité qu'il fera la quasi totalité de la guerre. L'unité fut envoyée à Arzew en Algérie en préparation à l'invasion de la Sicile, et le 7 mai, Murphy fut promu 1re classe.

### Campagne d'Italie

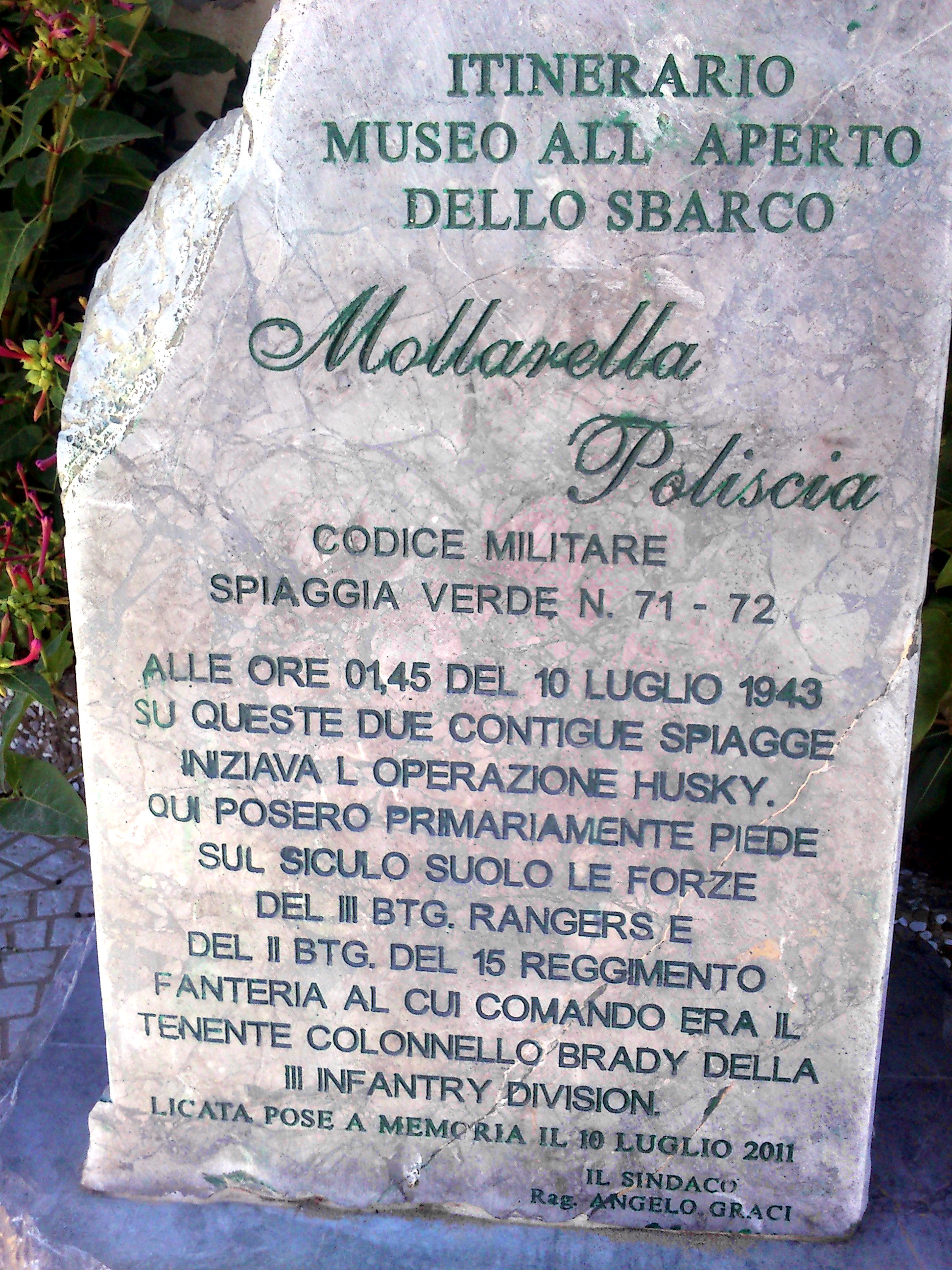
Plaque commémorative du débarquement allié en Sicile, secteur de Licata Joss Beach Mollarella Poliscia, plaque érigée le 10 juillet 2011.

La 3e division fut intégrée à la 7e armée du lieutenant-général George S. Patton qui débarqua le 10 juillet 1943 à Licata. Audie Murphy fut promu caporal le 15 juillet et lors des combats autour de Canicattì, il abattit deux officiers italiens en fuite. Il fut hospitalisé pendant une semaine alors que son unité entrait dans Palerme le 20 juillet et de retour sur le front, il fut affecté à la protection d'un emplacement de mitrailleuse autour de Messine. Durant les combats en Sicile, Murphy devint plus réaliste sur son devoir : « J'ai vu la guerre comme elle est véritablement et je ne l'aime pas. Mais je vais continuer à combattre. »
En septembre 1943, Murphy débarqua près de Salerne dans le Sud de la péninsule italienne. Alors qu'il menait une mission de reconnaissance, il tomba dans une embuscade allemande près du Volturno. L'un des deux soldats qui l'accompagnaient fut tué mais Murphy et l'autre survivant de son groupe tuèrent cinq soldats ennemis. Il fut promu sergent le 13 décembre puis sergent-chef le 13 janvier 1944. Maintenant à la tête de sa section, il devait participer aux débarquements près d'Anzio mais le paludisme l'en empêcha et il fut hospitalisé à Naples le 21 janvier. De retour sur le front à la fin du mois, Murphy participa aux violents combats le long de la Ligne Gustave. Alors que sa section s'était abritée dans une ferme abandonnée, l'artillerie américaine toucha un char allemand. L'équipage avait été tué mais Murphy savait que le véhicule pourrait être réparé. Il rampa donc vers le blindé et utilisa des grenades à fusil pour le mettre définitivement hors service ; cet acte lui valut la Bronze Star avec grappe de feuilles de chêne,,,. Il continua ensuite à mener des patrouilles avant d'être à nouveau hospitalisé pendant une semaine en raison d'un second accès de paludisme le 13 mars.
La 3e division fut retirée du front et placée en réserve au début du mois d'avril et les hommes reçurent un nouvel entraînement au combat près d'Astura. Les exercices étaient si intenses que Murphy refusa que ses hommes épuisés y participent. Alors qu'il était recommandé pour le grade de technical sergeant, ce refus lui coûta sa promotion. Renvoyée en première ligne à la fin du mois de mai, l'unité de Murphy combattit près de Valmontone et après la prise de Rome, elle fut affectée à des missions de patrouilles dans la ville. La 3e division fut ensuite déplacée au Sud-Ouest de Rome et elle y resta jusqu'à la fin du mois de juillet.

### Campagne de France
Le 15 août 1944, Audie Murphy fait partie de la première vague lors du débarquement de Provence près de Ramatuelle. Alors que sa section avançait dans un vignoble, elle fut prise pour cible par des soldats allemands et Murphy s'empara d'une mitrailleuse pour riposter. Peu après, deux Allemands sortirent d'une maison avec un drapeau blanc mais le meilleur ami de Murphy fut abattu alors qu'il s'approchait. Murphy rapporta plus tard qu'« un démon semblait être entré dans [son] corps » et il se rua seul vers la maison où il tua six hommes, en blessa deux autres et fit onze prisonniers. Il reçut la Distinguished Service Cross en récompense de ses actions de la journée,,. À la fin du mois d'août, le 1er bataillon de Murphy reçut la Presidential Unit Citation à la suite de la prise de Montélimar,.
Après une progression rapide, la 3e division fut déployée dans le massif des Vosges près de Genevreuille. Le 15 septembre, Murphy fut touché au talon par un tir de mortier et cette blessure légère lui valut sa première Purple Heart,. À la fin du mois, l'unité fut envoyée dans la vallée de la Cleurie où se trouvaient de nombreuses carrières. Dans l'une d'elles, il rampa seul et sans être repéré jusqu'à une quinzaine de mètres d'une position de mitrailleuse allemande. Il se leva et jeta deux grenades qui tuèrent quatre hommes et en blessèrent trois autres ; cela lui valut la Silver Star. Trois jours plus tard, le 5 octobre, il rampa à nouveau seul vers les lignes allemandes avec une radio pour orienter les tirs de l'artillerie et resta sous le feu ennemi pendant près d'une heure ; cela lui valut une grappe de feuilles de chêne pour sa Silver Star.
Le 14 octobre, Murphy fut promu sous-lieutenant et sa section fut envoyée à Brouvelieures où elle fut attaquée par un groupe de tireurs d'élite allemands le 26 octobre ; Murphy en captura deux avant d'être touché à la cuisse par un troisième qu'il abattit immédiatement après. Le mauvais temps empêcha néanmoins toute évacuation pendant trois jours quand il fut envoyé dans un hôpital d'Aix-en-Provence. La gangrène s'étant développée dans sa blessure, il fut traité avec de la pénicilline et opéré pour retirer les chairs nécrosées ; il resta à l'arrière jusqu'au 28 décembre et il reçut une grappe de feuilles de chêne pour sa Purple Heart,.
Murphy rejoignit sa section le 14 janvier 1945 et peu après une offensive fut lancée contre la poche de Colmar,. Après avoir traversé l'Ill le 24 janvier, la 3e division fut envoyée dans la ville de Holtzwihr où elle subit une violente contre-attaque allemande. Murphy fut touché aux deux jambes par un tir de mortier le lendemain et il reçut une deuxième grappe de feuilles de chêne pour sa Purple Heart. En raison des pertes liées aux combats et aux maladies, la compagnie de Murphy ne comptait plus que 18 hommes sur un effectif initial de 235 et, étant le seul officier disponible, Murphy devint le commandant de l'unité. Alors que la compagnie attendait des renforts, les Allemands attaquèrent et détruisirent un chasseur de chars M10. Murphy ordonna à ses hommes de se replier dans les bois et il resta seul à sa position avec sa carabine M1 alors que les Allemands tiraient directement sur lui. Il escalada le blindé en feu à proximité et utilisa sa mitrailleuse M2 pour faucher un groupe de soldats s'approchant de lui. Bien que complètement exposé et blessé à la jambe, il continua à tirer sur l'infanterie et les chars adverses pendant une heure et il ne s'arrêta que quand son arme fut à court de munitions. Après avoir rejoint ses hommes, il organisa une contre-attaque qui permit de repousser les assaillants et insista pour que sa blessure à la jambe soit traitée sur place pour qu'il puisse rester avec ses compagnons. Ses actions lui valurent la Medal of Honor, la plus haute distinction militaire américaine.
Le 8 février, les défenseurs allemands de Colmar se rendirent et la 3e division reçut la Presidential Unit Citation, ce qui valut la grappe de feuilles de chêne pour la précédente citation que Murphy avait obtenue après les combats à Montélimar ; il fut également promu lieutenant le 16 février. Alors que la division était stationnée à Nancy, le général John W. O'Daniel organisa une cérémonie le 5 mars pour lui remettre la Distinguished Service Cross et la Silver Star qu'il avait obtenue précédemment ainsi que la Legion of Merit. Murphy fut affecté le 11 mars comme officier de liaison au 15e régiment d'infanterie et il servit dans une unité non-combattante. Même s'il n'en avait pas le droit, il quitta son poste après avoir appris que les officiers les plus expérimentés de son ancienne compagnie avaient été tués et que l'unité avait été confiée à un officier sans expérience. Il réquisitionna une jeep, un chauffeur et un interprète et il rejoignit son unité le long de la Ligne Siegfried.

### Après-guerre

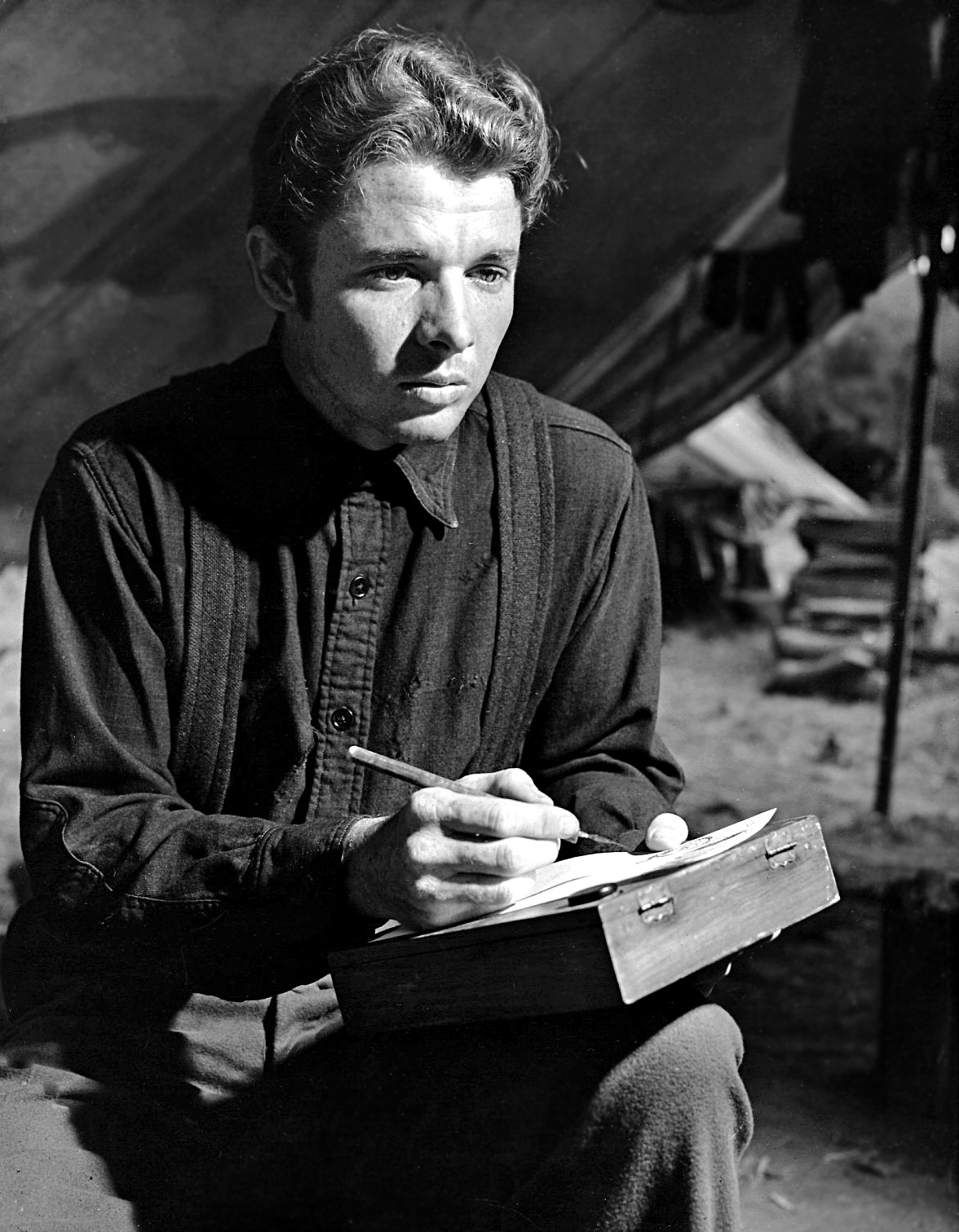
Photographie promotionnelle de Murphy pour le film La Charge victorieuse de 1951.

Audie Murphy retourna aux États-Unis en juin 1945 et lors d'une parade à San Antonio le 13 juin, près de 250 000 personnes acclamèrent le retour des troupes. Murphy était alors devenu une célébrité locale et les médias suivirent ses moindres mouvements lorsqu'il se rendit à Dallas. La ville de Farmersville organisa une parade et 5 000 personnes assistèrent à un concert en son honneur. Il se fit connaître au niveau national grâce à la publication du magazine Life du 16 juillet qui le présenta comme le soldat « le plus décoré » du conflit. Durant sa permission, il discuta avec ses proches et ses amis de la possibilité d'intégrer l'Académie militaire de West Point et de faire carrière dans l'Armée,. Ses supérieurs lui avaient conseillé de suivre cette voie et le représentant Sam Rayburn du Texas proposa de soutenir sa candidature. Murphy craignait néanmoins que ses blessures ne l'empêchent de réussir l'examen physique d'entrée. Il pensa également intégrer l'école militaire Texas A&M mais il décida finalement de rester dans la vie civile. Après avoir reçu la Good Conduct Medal le 21 août, il quitta l'Armée avec le grade de premier-lieutenant le 21 septembre mais il resta dans la réserve,,.
Au déclenchement de la guerre de Corée en 1950, la garde nationale du Texas chercha des anciens combattants expérimentés pour pouvoir y participer. Murphy, qui avait alors des doutes sur sa carrière cinématographique, fut contacté et il décida de réintégrer l'Armée avec le grade de capitaine le 14 juillet. Il fut envoyé dans diverses casernes pour former les nouvelles recrues et il donna le droit à l'Armée d'utiliser son image pour ses campagnes de recrutement. Même s'il voulait combattre sur le terrain et jonglait entre ses obligations cinématographiques et militaires, la 36e division d'infanterie à laquelle il appartenait ne fut pas envoyée en Corée,. À sa demande, il fut transféré à un poste inactif le 1er octobre 1951 pour tourner dans plusieurs films et il revint en service actif en 1955. Il fut promu major l'année suivante et retourna dans la réserve en 1957 où il resta jusqu'en 1969.

### Trouble de stress-post-traumatique
Quand Audie Murphy revint de la guerre, il devint évident pour ses proches et ses amis qu'il présentait les symptômes d'un trouble comportemental de guerre. Il souffrait d'insomnie, de dépression et le moindre bruit inattendu le mettait dans un état de stress intense ; il dormait notamment avec un pistolet chargé sous son oreiller et avait de fréquents cauchemars,,. Sa première épouse Wanda Hendrix rapporta qu'il l'avait menacée avec son arme au moins une fois et qu'il avait pleuré devant les images d'orphelins de guerre allemands en se reprochant d'en être la cause. Son dossier médical indiquait qu'il prenait des somnifères et dans les années 1960, il reconnut sa dépendance au Placidyl.
Son ami David McClure, qui l'aida à rédiger son autobiographie To Hell and Back, indiqua qu'il ne se rétablit jamais complètement. À la fin des années 1960, il essaya d'attirer l'attention sur les troubles mentaux affectant les soldats ayant combattu en Corée et au Vietnam en évoquant publiquement ses propres problèmes. Il demanda au département des Anciens combattants d'accroître ses aides aux victimes de troubles de stress post-traumatique et d'étudier les effets des combats sur la psychologie des soldats.
En 1971, peu après le décès de Murphy, le représentant texan Olin E. Teague (en) rédigea une législation créant l'hôpital militaire Audie L. Murphy Memorial VA Hospital de San Antonio afin de venir en aide aux anciens combattants,,.

## Carrière cinématographique

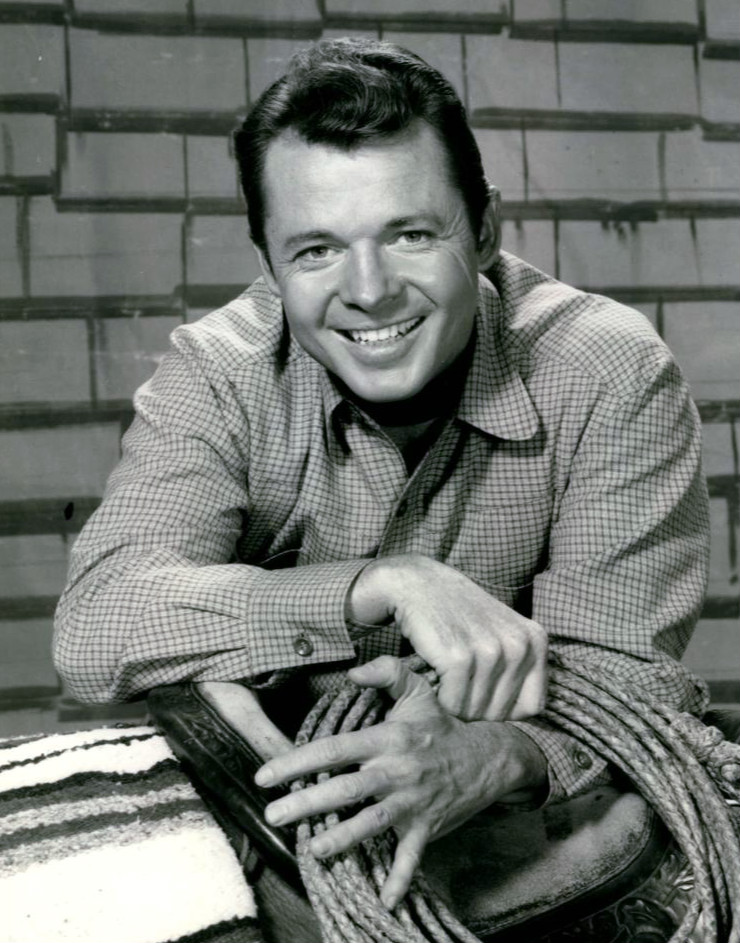
Audie Murphy en 1961 dans son rôle du détective Smith dans la série Smith le taciturne.

Audie Murphy tourna dans plus de quarante films et séries télévisées entre 1948 et 1969. Il fut remarqué en 1945 par l'acteur et producteur James Cagney qui avait lu l'article à son sujet dans Life et qui lui fit suivre des cours de chant, de danse et de comédie à Hollywood. Murphy ne fut jamais sélectionné pour jouer et sa relation professionnelle avec Cagney se détériora jusqu'à la rupture en 1947. Il se lia d'amitié avec l'auteur David McClure avec qui il écrivit son autobiographie To Hell and Back en 1949 et ce dernier utilisa ses relations pour lui obtenir un petit rôle dans la comédie romantique L'Archange de Brooklyn. L'agent de l'actrice Wanda Hendrix, avec qui il avait une relation depuis 1946, le fit jouer dans le film dramatique Retour sans espoir de 1948 mais ce fut dans Garçons en cage de 1949 qu'il eut son premier rôle principal.
Universal Studios l'engagea pour une durée de sept ans avec un salaire hebdomadaire de 2 500 dollars (environ 20 000 dollars de 2013), et son premier film avec le studio fut Le Kid du Texas (The Kid from Texas) de Kurt Neumann  en 1950. La même année, le western Sierra le mit à l'écran avec Wanda Hendrix qui était alors devenue sa femme. Universal Studios le prêta en 1951 pour jouer le rôle principal dans La Charge victorieuse, film sur la guerre de Sécession adapté du roman La Conquête du courage de l'auteur Stephen Crane. C'est John Huston qui réalise le film, lequel est remonté par le studio et présenté au public dans une version que Huston désavouera.
En 1952, Murphy joua dans le western Duel sans merci de Don Siegel avec qui il travailla en 1958 dans Trafiquants d'armes à Cuba. Il continua à apparaître dans plusieurs westerns dont L'Héroïque Lieutenant (1953), Le Tueur du Montana (1953), L'Étrange Compagnon blanc (en) (1953), La Rivière sanglante (1954) et Le Nettoyeur (1954).
Murphy était initialement réticent à l'idée de jouer son rôle dans l'adaptation cinématographique de 1955 de son autobiographie par Jesse Hibbs ; il finit par accepter et L'Enfer des hommes connut un immense succès critique et commercial,,. Pour faire la promotion du film, il réalisa plusieurs apparitions dans des émissions de divertissement telles que What's My Line ?, The Ed Sullivan Show et The Colgate Comedy Hour. La collaboration avec Jesse Hibbs fut fructueuse et les deux hommes travaillèrent ensuite dans quatre autres films : les westerns L'Homme de San Carlos (1956) et L'Étoile brisée (1958) et les comédies Dix secondes de silence (1956) et Joe Butterfly (1957). Il joua en 1958 dans Un Américain bien tranquille adapté du roman homonyme de Graham Greene et revint ensuite au western avec Le Fort de la dernière chance (1957), Le Bagarreur solitaire (1959), Le Révolté (1959) et Une balle signée X (1959).
Murphy retrouve Huston au début des années 1960 alors qu'il tient un rôle secondaire dans le western Le Vent de la plaine. Toujours durant les années 1960, Murphy débuta à la télévision avec un rôle dans un épisode de la série Startime en 1960 ainsi que dans trois épisodes de la série The Big Picture produite par l'Armée américaine. Il reçut notamment un Outstanding Civilian Service Medal décerné par le département de l'Armée pour l'épisode Broken Bridge dans lequel il visite plusieurs bases militaires en Allemagne, en Italie et en Turquie pour présenter les dernières innovations dans le domaine de l'armement,. Il tourna également en 1961 dans la série Smith le taciturne adaptée du film homonyme de 1948 mais le sous-comité du Sénat sur la délinquance juvénile s'inquiéta de la violence présentée et seuls 20 des 26 épisodes furent diffusés.
En 1961, la scénariste Clair Huffaker rédigea les scénarios de deux nouveaux westerns pour Murphy : Les Sept Chemins du couchant (1960) et Les Cavaliers de l'enfer (1961) tandis que Willard W. Willingham et son épouse Mary Willingham, qu'il connaissait depuis son arrivée à Hollywood, firent de même avec La Patrouille de la violence (1964), Représailles en Arizona (1965), La parole est au colt (1966) et Quarante fusils manquent à l'appel (1967). Il acheva finalement sa carrière cinématographique avec Qui tire le premier ? en 1969.
| Année | Titre français                     | Titre original             | Rôle                          | Réalisateur          | Autres acteurs connus                                                                                                  |
| ----- | ---------------------------------- | -------------------------- | ----------------------------- | -------------------- | --- |
| 1948  | L'Archange de Brooklyn             | Texas, Brooklyn and Heaven | Photocopieur                  | William Castle       | James Dunn, William Frawley, Margaret Hamilton, Roscoe Karns, Diana Lynn, Guy Madison, Irene Ryan, Lionel Stander      |
| 1948  | Retour sans espoir                 | Beyond Glory               | Cadet Thomas                  | John Farrow          | Alan Ladd, Donna Reed                                                                                                  |
| 1949  | Garçons en cage                    | Bad Boy                    | Danny Lester                  | Kurt Neumann         | James Gleason, Jimmy Lydon, Lloyd Nolan, Martha Vickers, Rhys Williams, Jane Wyatt                                     |
| 1950  | Le Kid du Texas                    | The Kid from Texas         | William Bonney                | Kurt Neumann         | Albert Dekker, Will Geer, Gale Storm, William Talman, Ray Teal, Frank Wilcox                                           |
| 1950  | Sierra                             | Sierra                     | Ring Hassard                  | Alfred E. Green      | James Arness, Tony Curtis, Wanda Hendrix, Burl Ives, Dean Jagger, Elliott Reid, Roy Roberts                            |
| 1950  | Kansas en feu                      | Kansas Raiders             | Jesse James                   | Ray Enright          | Richard Arlen, James Best, Scott Brady, Tony Curtis, Brian Donlevy, Richard Long                                       |
| 1951  | La Charge victorieuse              | The Red Badge of Courage   | Le jeune soldat               | John Huston          | Royal Dano, Andy Devine, Douglas Dick, Arthur Hunnicutt, Bill Mauldin                                                  |
| 1951  | À feu et à sang                    | The Cimarron Kid           | Bill Doolin                   | Budd Boetticher      | Noah Beery Jr., James Best, Leif Erickson, Hugh O'Brian, Roy Roberts                                                   |
| 1952  | Duel sans merci                    | The Duel at Silver Creek   | Luke Cromwell                 | Don Siegel           | Susan Cabot, Faith Domergue, Lee Marvin, Gerald Mohr                                                                   |
| 1953  | Le Tueur du Montana                | Gunsmoke                   | Reb Kittredge                 | Nathan Juran         | Susan Cabot, Jack Kelly, Jesse White                                                                                   |
| 1953  | L'Héroïque Lieutenant              | Column South               | Lt. Jed Sayre                 | Frederick de Cordova | James Best, Ray Collins, Russell Johnson, Jack Kelly, Bob Steele, Robert Sterling, Dennis Weaver                       |
| 1953  | Qui est le traître ?               | Tumbleweed                 | Jim Harvey                    | Nathan Juran         | Russell Johnson, Lori Nelson, Roy Roberts, Lyle Talbot, Lee Van Cleef, Chill Wills                                     |
| 1954  | Chevauchée avec le diable          | Ride Clear of Diablo       | Clay O'Mara                   | Jesse Hibbs          | Susan Cabot, Dan Duryea, Jack Elam, Russell Johnson, Denver Pyle                                                       |
| 1954  | La Rivière sanglante               | Drums Across the River     | Gary Brannon                  | Nathan Juran         | Morris Ankrum, Walter Brennan, Jay Silverheels, Bob Steele                                                             |
| 1954  | Le Nettoyeur                       | Destry                     | Tom Destry                    | George Marshall      | Edgar Buchanan, Mari Blanchard, Wallace Ford, Alan Hale Jr., Thomas Mitchell, Lori Nelson, Mary Wickes                 |
| 1955  | L'Enfer des hommes                 | To Hell and Back           | Audie Murphy                  | Jesse Hibbs          | Charles Drake, David Janssen, Jack Kelly, Susan Kohner, Denver Pyle, Marshall Thompson                                 |
| 1956  | Dix secondes de silence            | World in My Corner         | Tommy Shea                    | Jesse Hibbs          | John McIntire, Jeff Morrow, Barbara Rush                                                                               |
| 1956  | L'Homme de San Carlos              | Walk the Proud Land        | John Philip Clum              | Jesse Hibbs          | Morris Ankrum, Anne Bancroft, Anthony Caruso, Pat Crowley, Charles Drake, Jay Silverheels                              |
| 1957  | Joe Butterfly                      | Joe Butterfly              | Pvt. Joe Woodley              | Jesse Hibbs          | John Agar, Fred Clark, Burgess Meredith, George Nader, Keenan Wynn                                                     |
| 1957  | Le Fort de la dernière chance      | The Guns of Fort Petticoat | Lt. Frank Hewitt              | George Marshall      | Kathryn Grant, Sean McClory, Jeanette Nolan, Ray Teal                                                                  |
| 1957  | Le Survivant des monts lointains   | Night Passage              | Lee McLaine                   | James Neilson        | Hugh Beaumont, Ellen Corby, Brandon deWilde, Dan Duryea, Jack Elam, Jay C. Flippen, James Stewart                      |
| 1958  | Un Américain bien tranquille       | The Quiet American         | L'Américain                   | Joseph L. Mankiewicz | Bruce Cabot, Claude Dauphin, Richard Loo, Giorgia Moll, Michael Redgrave                                               |
| 1958  | L'Étoile brisée                    | Ride a Crooked Trail       | Joe Maybe                     | Jesse Hibbs          | Walter Matthau, Mort Mills, Joanna Moore, Gia Scala, Henry Silva                                                       |
| 1958  | Trafiquants d'armes à Cuba         | The Gun Runners            | Sam Martin                    | Don Siegel           | Eddie Albert, Jack Elam, Richard Jaeckel, Patricia Owens, Everett Sloane                                               |
| 1959  | Une balle signée X                 | No Name on the Bullet      | John Gant                     | Jack Arnold          | R. G. Armstrong, Charles Drake, Joan Evans, Virginia Grey, Warren Stevens, Karl Swenson                                |
| 1959  | Le Bagarreur solitaire             | The Wild and the Innocent  | Yancy Hawks                   | Jack Sher            | Jim Backus, Peter Breck, Sandra Dee, Joanne Dru, Strother Martin, Gilbert Roland                                       |
| 1959  | Le Révolté                         | Cast a Long Shadow         | Matt Brown                    | Thomas Carr          | James Best, John Dehner, Terry Moore, Denver Pyle                                                                      |
| 1960  | Le Vent de la plaine               | The Unforgiven             | Cash Zachary                  | John Huston          | Charles Bickford, Lillian Gish, Audrey Hepburn, Burt Lancaster, Doug McClure, Albert Salmi, John Saxon, Joseph Wiseman |
| 1960  | Le Diable dans la peau             | Hell Bent for Leather      | Clay                          | George Sherman       | Felicia Farr, Allan Lane, Robert Middleton, Herbert Rudley, Bob Steele                                                 |
| 1961  | Les Sept Chemins du couchant       | Seven Ways from Sundown    | Seven Ways from Sundown Jones | Harry Keller         | Jack Kruschen, John McIntire, Barry Sullivan                                                                           |
| 1961  | Les Cavaliers de l'enfer           | Posse from Hell            | Banner Cole                   | Herbert Coleman      | Rodolfo Acosta, Royal Dano, Zohra Lampert, Allan Lane, Vic Morrow, John Saxon, Ray Teal, Lee Van Cleef                 |
| 1961  | La Bataille de Bloody Beach        | Battle at Bloody Beach     | Craig Benson                  | Herbert Coleman      | Gary Crosby, Ivan Dixon                                                                                                |
| 1962  | Six Chevaux dans la plaine         | Six Black Horses           | Ben Lane                      | Harry Keller         | Dan Duryea, Joan O'Brien, Bob Steele                                                                                   |
| 1962  | Héros de guerre                    | War is Hell                | Narrateur                     | Burt Topper          | - |
| 1963  | Le Collier de fer                  | Showdown                   | Chris Foster                  | R. G. Springsteen    | Kathleen Crowley, Charles Drake, Skip Homeier, Strother Martin, Harold J. Stone                                        |
| 1963  | Duel au Colorado                   | Gunfight at Comanche Creek | Bob Gifford                   | Frank McDonald       | Ben Cooper, DeForest Kelley                                                                                            |
| 1964  | Feu sans sommation                 | The Quick Gun              | Clint Cooper                  | Sidney Salkow        | James Best, Ted de Corsia, Frank Ferguson, Mort Mills                                                                  |
| 1964  | La Patrouille de la violence       | Bullet for a Badman        | Logan Keliher                 | R.G. Springsteen     | Alan Hale Jr., Skip Homeier, Darren McGavin, George Tobias                                                             |
| 1964  | La Fureur des Apaches              | Apache Rifles              | Capt. Jeff Stanton            | William Witney       | John Archer, L. Q. Jones, Ken Lynch                                                                                    |
| 1965  | Représailles en Arizona            | Arizona Raiders            | Clint                         | William Witney       | Ben Cooper, Buster Crabbe, Michael Dante, Gloria Talbott                                                               |
| 1966  | La parole est au colt              | Gunpoint                   | Chad Lucas                    | Earl Bellamy         | Edgar Buchanan, Royal Dano, Denver Pyle, Joan Staley, Warren Stevens, Morgan Woodward                                  |
| 1966  | El Texican                         | The Texican                | Jess Carlin                   | Lesley Selander      | Broderick Crawford |
| 1966  | La Malle du Caire                  | Trunk to Cairo             | Mike Merrick                  | Menahem Golan        | Marianne Koch, George Sanders                                                                                          |
| 1967  | Quarante fusils manquent à l'appel | 40 Guns to Apache Pass     | Capt. Coburn                  | William Witney       | Laraine Stephens |
| 1969  | Qui tire le premier ?              | A Time for Dying           | Jesse James                   | Budd Boetticher      | Victor Jory |

## Vie privée

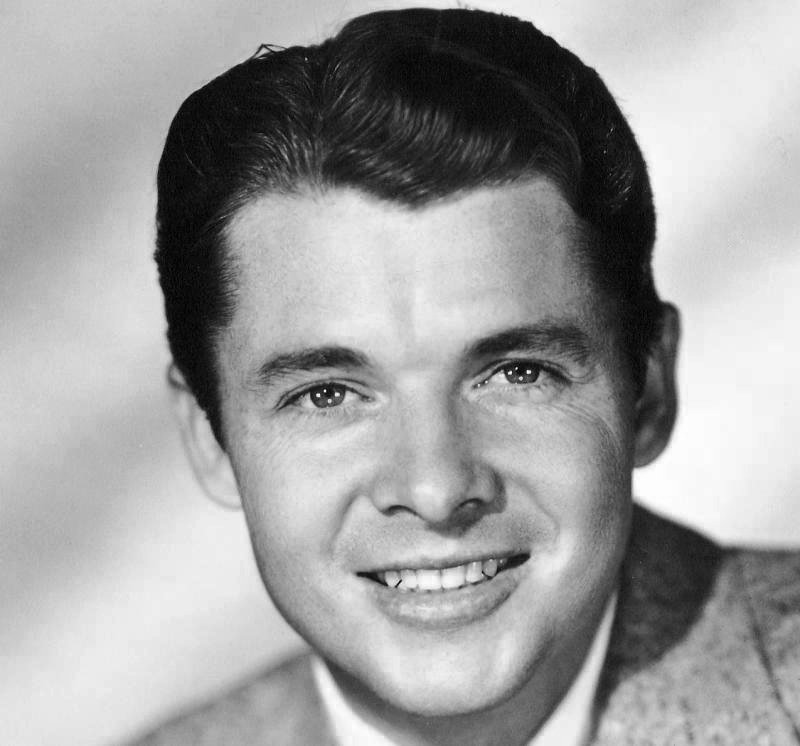
Photographie promotionnelle de Murphy dans les années 1950.

Audie Murphy épousa l'actrice Wanda Hendrix le 8 janvier 1949 mais ils divorcèrent le 19 avril 1951. Quatre jours plus tard, il épousa l'ancienne hôtesse de l'air Pamela Archer. Le couple eut deux fils, Terry Michael en 1952, et James Shannon en 1954.
Il était passionné de musique country mais n'était personnellement ni musicien ni chanteur. Il rédigea néanmoins plusieurs poèmes et chansons dont l'une, The Crosses Grow on Anzio, apparaît dans le film L'Enfer des hommes. Par l'intermédiaire de son ami et producteur Guy Mitchell, il rencontra le parolier Scott Turner à la fin des années 1940. Les trois collaborèrent sur plusieurs chansons entre 1962 et 1970 dont les plus connues sont Shutters and Boards et When the Wind Blows in Chicago.
Amateur d'équitation, il éleva des Quarter Horse dans ses ranchs de Perris en Californie et du comté de Pima en Arizona. Ses chevaux participèrent aux courses hippiques de Del Mar et il dépensa beaucoup pour sa passion.
Il appréciait également les jeux d'argent, ce qui mit en péril ses finances personnelles ; en 1968, il déclara avoir perdu 260 000 dollars (environ 1,3 million de dollars de 2013) dans une spéculation pétrolière en Algérie et il ajouta négocier avec l'administration fiscale au sujet d'impôts impayés. Malgré ses difficultés financières, il refusa d'apparaître dans des publicités pour l'alcool ou le tabac, conscient de son influence sur la jeunesse.
Audie Murphy était souvent en désaccord avec une industrie cinématographique qu'il jugeait hypocrite et il compara sa propre carrière d'acteur à de la prostitution. Il était également mal à l'aise avec son image de héros de guerre et estimait qu'il était souvent choisi en raison de cette image. Il évoqua cependant souvent son affection pour l'institution militaire : « Je dois admettre que j'adore cette satanée Armée. Elle a été un père, une mère et un frère pour moi pendant de longues années. Elle a fait de moi quelqu'un et m'a donné le respect de moi-même. »

## Décès

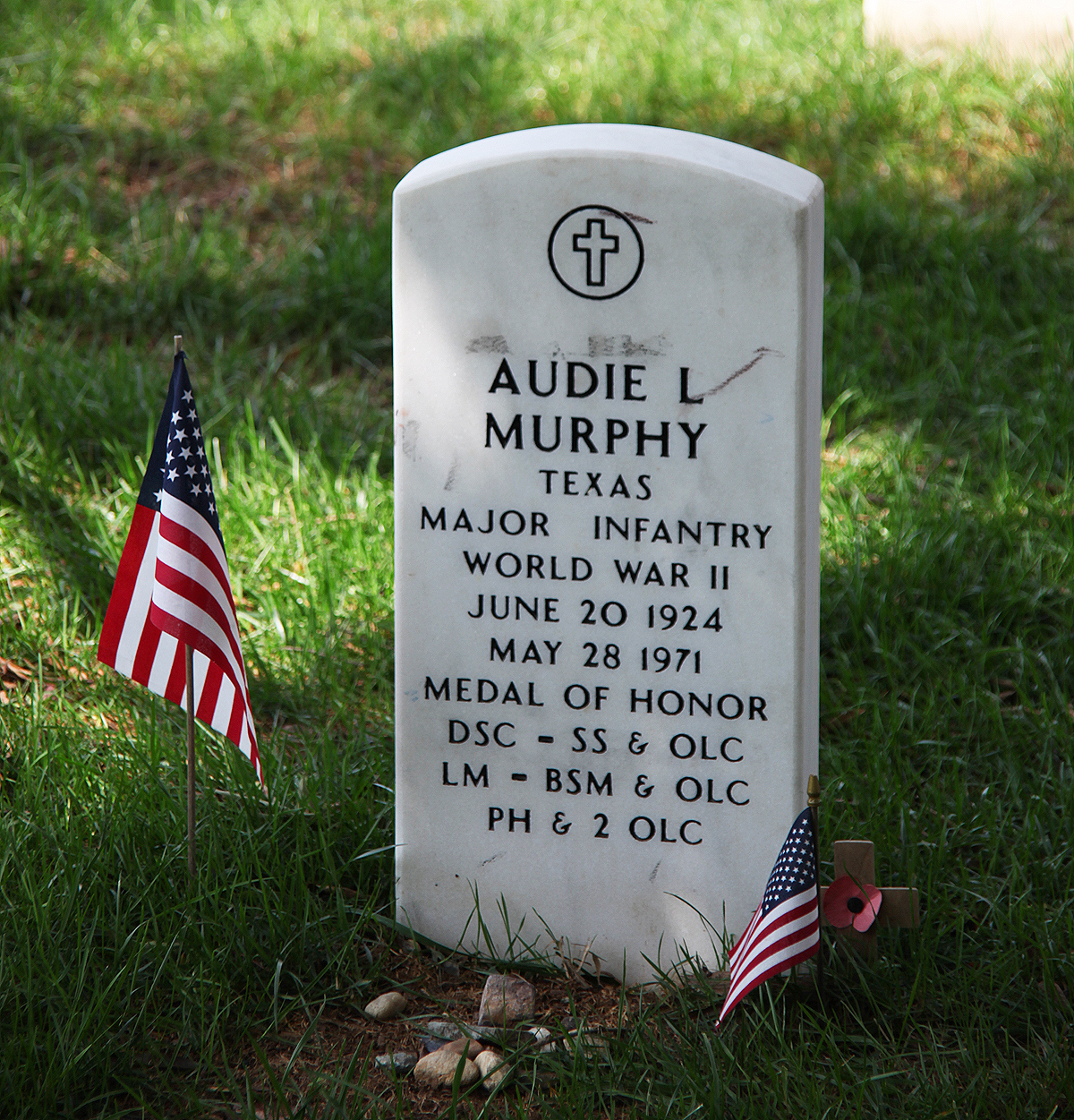
Tombe de Murphy au cimetière national d'Arlington.

Audie Murphy meurt le 28 mai 1971 dans un accident d'avion près de Roanoke en Virginie quand l'avion dont il était passager, un Aero Commander, s'écrase en raison de conditions météorologiques difficiles. À l'annonce de son décès, la législature d'État du Texas ordonne que tous les drapeaux sur les bâtiments officiels soient mis en berne tandis que les commerces de Farmersville ferment leurs portes durant une heure en son honneur.
Sa dépouille est inhumée le 7 juin, lors d'une cérémonie militaire avec tous les honneurs, au cimetière national d'Arlington à Washington. Dans l'assistance figuraient le futur président George H. W. Bush, le général William Westmoreland et de nombreux soldats ou anciens combattants de la 3e division d'infanterie,.
La tombe des récipiendaires de la Medal of Honor est généralement décorée avec des feuilles d'or, mais Murphy avait demandé expressément que sa pierre tombale ne portât pas de marques distinctives et qu'elle ressemblât à celle d'un soldat ordinaire. Après le décès de son époux, Pamela Murphy déménagea dans un petit appartement et travailla comme secrétaire dans l'administration de l'hôpital des anciens combattants de Los Angeles pendant 35 ans. En 1975, un tribunal lui accorda 2,5 millions de dollars (environ 8,5 millions de dollars de 2013) de dommages et intérêts à la suite de l'accident d'avion.

## Distinctions

### Décorations
Audie Murphy obtint presque toutes les décorations militaires américaines existantes durant son passage dans l'armée.
En plus de la Medal of Honor, il reçut la Distinguished Service Cross, deux Silver Star, la Legion of Merit, deux Bronze Star, trois Purple Heart, la Good Conduct Medal, l'American Campaign Medal, l'European-African-Middle Eastern Campaign Medal avec neuf étoiles de campagne, la World War II Victory Medal, l'Army of Occupation Medal, l'Armed Forces Reserve Medal et deux Presidential Unit Citation,.
La France récompensa également son service avec le grade de chevalier de la Légion d'Honneur, trois Croix de guerre dont une avec étoile d'argent et deux avec palmes,, la médaille de la France libérée et la fourragère aux couleurs de la Croix de Guerre,.
Murphy obtint par ailleurs la Croix de guerre belge avec palme.
En 2013, le gouverneur du Texas, Rick Perry lui décerne la Medal of Honor texane à titre posthume lors d'une cérémonie à Farmersville,,,.

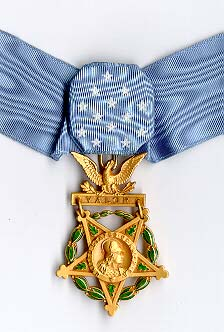
Version de l'Armée de terre de la Medal of Honor.

- Medal of Honor
- Distinguished Service Cross
- Silver Star Medal (2)
- Legion of Merit
- Bronze Star (2, dont une avec le "V" Device)
- Purple Heart (3)
- Army Good Conduct Medal
- Distinguished Unit Citation (2)
- American Campaign Medal
- European-African-Middle Eastern Campaign Medal (9 campagnes, Arrowhead device)
- World War II Victory Medal
- Army of Occupation Medal avec l'agrafe « Germany »
- Chevalier de la Légion d'honneur
- Croix de guerre 1939-1945 avec une étoile d'argent
- Croix de guerre 1939-1945 avec palme (2)
- Médaille de la France libérée
- Fourragère aux couleurs de la Croix de Guerre (France)
- Croix de guerre (Belgique) avec palme
- Combat Infantryman Badge
- Marksman Badge (en) avec l'agrafe « Rifle »
- Expert Badge (en) avec l'agrafe « Bayonet »
- Outstanding Civilian Service Medal (en)
- Texas Legislative Medal of Honor (en) (2013)[144]

### Hommages
Parmi les honneurs reçus par Murphy, figure une étoile sur le Hollywood Walk of Fame, obtenue en 1960.
En 1971, un hôpital de San Antonio est baptisé au nom de l'« Audie L. Murphy Memorial VA Hospital » en son honneur.
Audie Murphy est le sujet de la chanson To Hell and Back qui apparaît dans l'album Heroes (2014) du groupe suédois Sabaton.
Dans le village alsacien de Porte-du-Ried, à Holzwihr, un mémorial a été construit en 1999 par des passionnés d'histoire et des anciens combattants. Une cagnotte participative a été lancée début 2023 pour intégrer le mémorial dans un sentier de mémoire.